# Liste der Nummer-eins-Hits in Italien (1965)
Diese Liste der Nummer-eins-Hits basiert auf den Charts des italienischen Musikmagazins Musica e dischi im Jahr 1965. Es gab in diesem Jahr 13 Nummer-eins-Singles und sieben Nummer-eins-Alben.

## Singles
| ← 1964 ← | Liste der Nummer-eins-Hits in Italien (M&D) | Liste der Nummer-eins-Hits in Italien (M&D) | Liste der Nummer-eins-Hits in Italien (M&D)                                  | 1966 → |
| \| Zeitraum \| Wo. ges. \| Interpret \| Titel Autor(en) \| Zusätzliche Informationen \| \| (Zeitraum, Wochen auf Platz eins, Interpret, Titel, Autor[en], zusätzliche Informationen) \| \| \| \| \| \| ----------------------------------------------------------------------------------------- \| -------- \| --------------------- \| ---------------------------------------------------------------------------- \| ---------------------------------------------------------------------------------------------------------------------------------------------------------------------------------------------------------- \| \| 47. Woche 1964 – 4. Woche 1965 11 Wochen \| 11 \| Gianni Morandi \| Non son degno di te Franco Migliacci, Bruno Zambrini \| Der Titelsong des gleichnamigen italienischen Films mit Morandi in der Hauptrolle wurde ein Nummer-eins-Hit. Zuvor hatte das Lied auch die erste Ausgabe des Festival delle rose gewonnen. \| \| 5.–8. Woche 4 Wochen \| 4 \| Bobby Solo \| Se piangi, se ridi Mogol, Gianni Marchetti, Roberto Satti \| Nach dem Sieg beim diesjährigen Sanremo-Festival (dort zusammen mit der Gruppe New Christy Minstrels präsentiert) stieg das Lied direkt auf Platz eins ein. \| \| 9.–13. Woche 5 Wochen \| 5 \| New Christy Minstrels \| Le colline sono in fiore Renato Angiolini, Calibi \| Neben ihrem Siegerbeitrag war die Folk-Gruppe beim Sanremo-Festival auch zusammen mit Wilma Goich angetreten und konnte mit Le colline sono in fiore das Finale erreichen, in den Charts sogar die Spitze. \| \| 14.–18. Woche 5 Wochen \| 5 \| Richard Anthony \| Piangi Buddy Kaye, Dante Panzuti, Tommy Scott \| Mit einer Coverversion des Liedes Boys Cry von Eden Kane gelang dem französischen Sänger ein Nummer-eins-Erfolg in Italien. \| \| 19.–20. Woche 2 Wochen \| 2 \| Mina \| Un anno d’amore Alberto Testa, Mogol, Nino Ferrer \| Es handelt sich um eine Coverversion des Liedes C’est irreparable von Nino Ferrer. \| \| 21.–26. Woche 6 Wochen \| 6 \| Nini Rosso \| Il silenzio Traditional, Guglielmo Brezza, Nini Rosso \| Dem Trompeter Rosso gelang mit dem auf einer alten Militärmelodie basierenden Instrumental ein internationaler Erfolg. \| \| 27.–28. Woche 2 Wochen (insgesamt 3) \| 3 \| Gianni Morandi \| Se non avessi più te Franco Migliacci, Luis Enriquez Bacalov, Bruno Zambrini \| Zum zweiten Mal in diesem Jahr gelang Morandi mit dem Titelsong eines gleichnamigen italienischen Films, in dem er selbst die Hauptrolle spielte, ein Nummer-eins-Hit. \| \| 29.–30. Woche 2 Wochen \| 2 \| Orietta Berti \| Tu sei quello Alberto Anelli, Luciano Beretta \| Mit diesem Lied gewann Berti in diesem Jahr sowohl den Wettbewerb Un disco per l’estate als auch die Mostra internazionale di musica leggera in Venedig. \| \| 31. Woche 1 Woche (insgesamt 3) \| 3 \| Gianni Morandi \| Se non avessi più te Franco Migliacci, Luis Enriquez Bacalov, Bruno Zambrini \| – \| \| 32.–34. Woche 3 Wochen \| 3 \| Rita Pavone \| Lui Luis Enriquez Bacalov, Bruno Zambrini, Franco Migliacci \| Nach dem Sieg beim Wettbewerb Cantagiro 1965 schaffte es Pavone auch an die Spitze der Singlecharts. \| \| 35. Woche 1 Woche \| 1 \| Petula Clark \| Ciao ciao Tony Hatch, Vito Pallavicini \| Die italienische Version des Welterfolgs Downtown gewann in Italien auch den Festivalbar-Wettbewerb. \| \| 36.–44. Woche 9 Wochen \| 9 \| Gianni Morandi \| Si fa sera Antonio Amurri, Marcello De Martino \| Mit der Schlussmelodie der RAI-Fernsehsendung Mare contro mare gelang Morandi der dritte Nummer-eins-Hit in diesem Jahr. \| \| 45.–49. Woche 5 Wochen \| 5 \| Adriano Celentano \| La festa Luciano Beretta, Miki Del Prete, Pino Massara \| – \| \| 50.–52. Woche 3 Wochen \| 3 \| Dalida \| Il silenzio Traditional, Guglielmo Brezza, Hubert Ballay, Nini Rosso \| Nach dem Erfolg des Instrumentals von Nini Rosso gelang der französischen Chansonniere mit einer nun mit Text versehenen Version im selben Jahr ebenfalls ein Nummer-eins-Hit. \| |                                             |                                             |                                                                              | |
| ← 1964 |                                             |                                             |                                                                              | → 1966 → |
| Zeitraum | Wo. ges.                                    | Interpret                                   | Titel Autor(en)                                                              | Zusätzliche Informationen |
| (Zeitraum, Wochen auf Platz eins, Interpret, Titel, Autor[en], zusätzliche Informationen) |                                             |                                             |                                                                              | |
| 47. Woche 1964 – 4. Woche 1965 11 Wochen | 11                                          | Gianni Morandi                              | Non son degno di te Franco Migliacci, Bruno Zambrini                         | Der Titelsong des gleichnamigen italienischen Films mit Morandi in der Hauptrolle wurde ein Nummer-eins-Hit. Zuvor hatte das Lied auch die erste Ausgabe des Festival delle rose gewonnen.                 |
| 5.–8. Woche 4 Wochen | 4                                           | Bobby Solo                                  | Se piangi, se ridi Mogol, Gianni Marchetti, Roberto Satti                    | Nach dem Sieg beim diesjährigen Sanremo-Festival (dort zusammen mit der Gruppe New Christy Minstrels präsentiert) stieg das Lied direkt auf Platz eins ein.                                                |
| 9.–13. Woche 5 Wochen | 5                                           | New Christy Minstrels                       | Le colline sono in fiore Renato Angiolini, Calibi                            | Neben ihrem Siegerbeitrag war die Folk-Gruppe beim Sanremo-Festival auch zusammen mit Wilma Goich angetreten und konnte mit Le colline sono in fiore das Finale erreichen, in den Charts sogar die Spitze. |
| 14.–18. Woche 5 Wochen | 5                                           | Richard Anthony                             | Piangi Buddy Kaye, Dante Panzuti, Tommy Scott                                | Mit einer Coverversion des Liedes Boys Cry von Eden Kane gelang dem französischen Sänger ein Nummer-eins-Erfolg in Italien.                                                                                |
| 19.–20. Woche 2 Wochen | 2                                           | Mina                                        | Un anno d’amore Alberto Testa, Mogol, Nino Ferrer                            | Es handelt sich um eine Coverversion des Liedes C’est irreparable von Nino Ferrer. |
| 21.–26. Woche 6 Wochen | 6                                           | Nini Rosso                                  | Il silenzio Traditional, Guglielmo Brezza, Nini Rosso                        | Dem Trompeter Rosso gelang mit dem auf einer alten Militärmelodie basierenden Instrumental ein internationaler Erfolg.                                                                                     |
| 27.–28. Woche 2 Wochen (insgesamt 3) | 3                                           | Gianni Morandi                              | Se non avessi più te Franco Migliacci, Luis Enriquez Bacalov, Bruno Zambrini | Zum zweiten Mal in diesem Jahr gelang Morandi mit dem Titelsong eines gleichnamigen italienischen Films, in dem er selbst die Hauptrolle spielte, ein Nummer-eins-Hit.                                     |
| 29.–30. Woche 2 Wochen | 2                                           | Orietta Berti                               | Tu sei quello Alberto Anelli, Luciano Beretta                                | Mit diesem Lied gewann Berti in diesem Jahr sowohl den Wettbewerb Un disco per l’estate als auch die Mostra internazionale di musica leggera in Venedig.                                                   |
| 31. Woche 1 Woche (insgesamt 3) | 3                                           | Gianni Morandi                              | Se non avessi più te Franco Migliacci, Luis Enriquez Bacalov, Bruno Zambrini | – |
| 32.–34. Woche 3 Wochen | 3                                           | Rita Pavone                                 | Lui Luis Enriquez Bacalov, Bruno Zambrini, Franco Migliacci                  | Nach dem Sieg beim Wettbewerb Cantagiro 1965 schaffte es Pavone auch an die Spitze der Singlecharts. |
| 35. Woche 1 Woche | 1                                           | Petula Clark                                | Ciao ciao Tony Hatch, Vito Pallavicini                                       | Die italienische Version des Welterfolgs Downtown gewann in Italien auch den Festivalbar-Wettbewerb. |
| 36.–44. Woche 9 Wochen | 9                                           | Gianni Morandi                              | Si fa sera Antonio Amurri, Marcello De Martino                               | Mit der Schlussmelodie der RAI-Fernsehsendung Mare contro mare gelang Morandi der dritte Nummer-eins-Hit in diesem Jahr.                                                                                   |
| 45.–49. Woche 5 Wochen | 5                                           | Adriano Celentano                           | La festa Luciano Beretta, Miki Del Prete, Pino Massara                       | – |
| 50.–52. Woche 3 Wochen | 3                                           | Dalida                                      | Il silenzio Traditional, Guglielmo Brezza, Hubert Ballay, Nini Rosso         | Nach dem Erfolg des Instrumentals von Nini Rosso gelang der französischen Chansonniere mit einer nun mit Text versehenen Version im selben Jahr ebenfalls ein Nummer-eins-Hit.                             |

## Alben
| ← 1964 ← | Liste der Nummer-eins-Alben in Italien (M&D) | Liste der Nummer-eins-Alben in Italien (M&D) | Liste der Nummer-eins-Alben in Italien (M&D) | 1966 → |
| \| Zeitraum \| Mt. ges. \| Interpret \| Titel \| Zusätzliche Informationen \| \| (Zeitraum, Monate auf Platz eins, Interpret, Titel, zusätzliche Informationen) \| \| \| \| \| \| ------------------------------------------------------------------------------ \| -------- \| ------------------------ \| -------------------- \| ---------------------------------------------------------------------------------------------------------------------- \| \| Januar 1965 – Februar 1965 2 Monate \| 2 \| Rita Pavone \| Gian Burrasca \| – \| \| März 1965 1 Monat \| 1 \| Verschiedene Interpreten \| Sanremo ’65 \| Die Kompilation zum Sanremo-Festival 1965 des Labels Derby konnte im Anschluss ans Festival die Chartspitze erreichen. \| \| April 1965 1 Monat \| 1 \| Verschiedene Interpreten \| Zecchino d’Oro 1965 \| Auch die Kompilation zur 1965er-Ausgabe des beliebten Kindergesangswettbewerbs Zecchino d’Oro war ein Charterfolg. \| \| Mai 1965 – Juli 1965 3 Monate \| 3 \| Mina \| Studio Uno \| – \| \| August 1965 – Oktober 1965 3 Monate \| 3 \| The Beatles \| The Beatles in Italy \| – \| \| November 1965 1 Monat (insgesamt 2) \| 2 \| The Rolling Stones \| Around and Around \| – \| \| Dezember 1965 1 Monat \| 1 \| The Beatles \| Help! \| – \| |                                              |                                              |                                              | |
| ← 1964 |                                              |                                              |                                              | → 1966 → |
| Zeitraum | Mt. ges.                                     | Interpret                                    | Titel                                        | Zusätzliche Informationen                                                                                              |
| (Zeitraum, Monate auf Platz eins, Interpret, Titel, zusätzliche Informationen) |                                              |                                              |                                              | |
| Januar 1965 – Februar 1965 2 Monate | 2                                            | Rita Pavone                                  | Gian Burrasca                                | – |
| März 1965 1 Monat | 1                                            | Verschiedene Interpreten                     | Sanremo ’65                                  | Die Kompilation zum Sanremo-Festival 1965 des Labels Derby konnte im Anschluss ans Festival die Chartspitze erreichen. |
| April 1965 1 Monat | 1                                            | Verschiedene Interpreten                     | Zecchino d’Oro 1965                          | Auch die Kompilation zur 1965er-Ausgabe des beliebten Kindergesangswettbewerbs Zecchino d’Oro war ein Charterfolg.     |
| Mai 1965 – Juli 1965 3 Monate | 3                                            | Mina                                         | Studio Uno                                   | – |
| August 1965 – Oktober 1965 3 Monate | 3                                            | The Beatles                                  | The Beatles in Italy                         | – |
| November 1965 1 Monat (insgesamt 2) | 2                                            | The Rolling Stones                           | Around and Around                            | – |
| Dezember 1965 1 Monat | 1                                            | The Beatles                                  | Help!                                        | – |

## Jahreshitparaden
| ← 1964 ← | Liste der Jahres-Nummer-eins-Hits in Italien (M&D) | Liste der Jahres-Nummer-eins-Hits in Italien (M&D) | Liste der Jahres-Nummer-eins-Hits in Italien (M&D) | 1966 →   |
| \| Singles \| Position# \| Alben \| \| ------------------------------------------------------------------------------------- \| --------- \| --------------------------------------------- \| \| Il silenzio Nini Rosso Traditional, Guglielmo Brezza, Nini Rosso \| 1 \| Studio Uno Mina \| \| Il mondo Jimmy Fontana Enrico Sbriccoli, Italo Nicola Greco, Carlo Pes, Gianni Meccia \| 2 \| Beatles for Sale The Beatles \| \| La casa del sole Los Marcellos Ferial Alan Price, Mogol, Vito Pallavicini \| 3 \| The Beatles in Italy The Beatles \| \| La notte Adamo \| 4 \| Gian Burrasca Rita Pavone \| \| Un anno d’amore Mina Alberto Testa, Mogol, Nino Ferrer \| 5 \| Sole e musica vol. I Verschiedene Interpreten \| \| Ciao ciao Petula Clark Tony Hatch, Vito Pallavicini \| 6 \| Voglio amarti così Los Índios Tabajaras \| \| Ti senti sola stasera Michele Lou Handman, Misselvia, Roy Turk \| 7 \| Around and Around The Rolling Stones \| \| Lui Rita Pavone Luis Enriquez Bacalov, Bruno Zambrini, Franco Migliacci \| 8 \| Adriano Celentano \| \| Ogni mattina Little Tony Leo Chiosso, Antonio Ciacci, Ricky Gianco \| 9 \| María Elena Los Índios Tabajaras \| \| Per un pugno di dollari Ennio Morricone \| 10 \| Mina \| |                                                    |                                                    |                                                    |          |
| ← 1964 |                                                    |                                                    |                                                    | → 1966 → |
| Singles | Position#                                          | Alben                                              |                                                    |          |
| Il silenzio Nini Rosso Traditional, Guglielmo Brezza, Nini Rosso | 1                                                  | Studio Uno Mina                                    |                                                    |          |
| Il mondo Jimmy Fontana Enrico Sbriccoli, Italo Nicola Greco, Carlo Pes, Gianni Meccia | 2                                                  | Beatles for Sale The Beatles                       |                                                    |          |
| La casa del sole Los Marcellos Ferial Alan Price, Mogol, Vito Pallavicini | 3                                                  | The Beatles in Italy The Beatles                   |                                                    |          |
| La notte Adamo | 4                                                  | Gian Burrasca Rita Pavone                          |                                                    |          |
| Un anno d’amore Mina Alberto Testa, Mogol, Nino Ferrer | 5                                                  | Sole e musica vol. I Verschiedene Interpreten      |                                                    |          |
| Ciao ciao Petula Clark Tony Hatch, Vito Pallavicini | 6                                                  | Voglio amarti così Los Índios Tabajaras            |                                                    |          |
| Ti senti sola stasera Michele Lou Handman, Misselvia, Roy Turk | 7                                                  | Around and Around The Rolling Stones               |                                                    |          |
| Lui Rita Pavone Luis Enriquez Bacalov, Bruno Zambrini, Franco Migliacci | 8                                                  | Adriano Celentano                                  |                                                    |          |
| Ogni mattina Little Tony Leo Chiosso, Antonio Ciacci, Ricky Gianco | 9                                                  | María Elena Los Índios Tabajaras                   |                                                    |          |
| Per un pugno di dollari Ennio Morricone | 10                                                 | Mina                                               |                                                    |          |